# Onze-Lieve-Vrouwekapel (Laken)

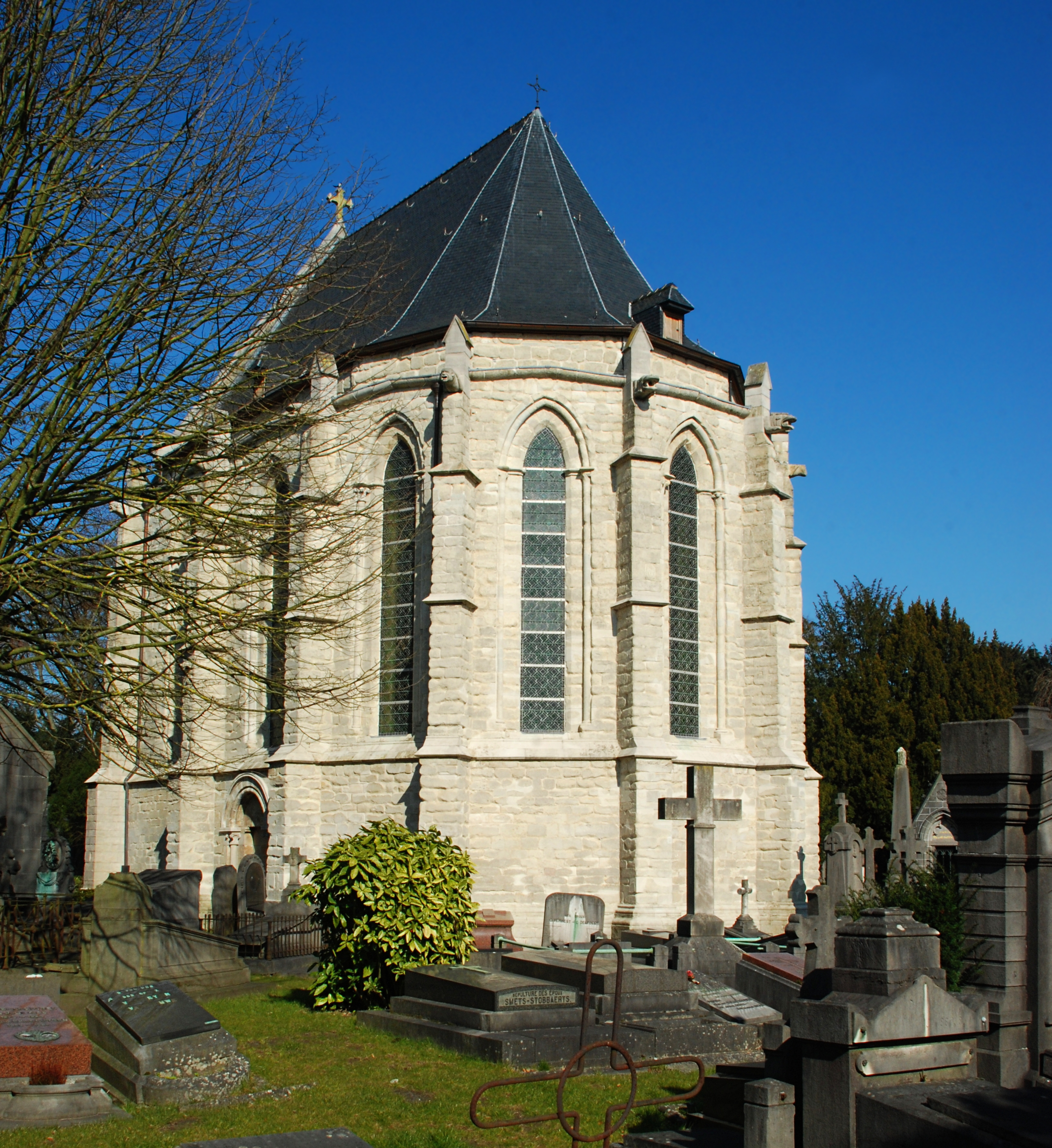
De Onze-Lieve-Vrouwekapel, het koor van de voormalige Onze-Lieve-Vrouwekerk

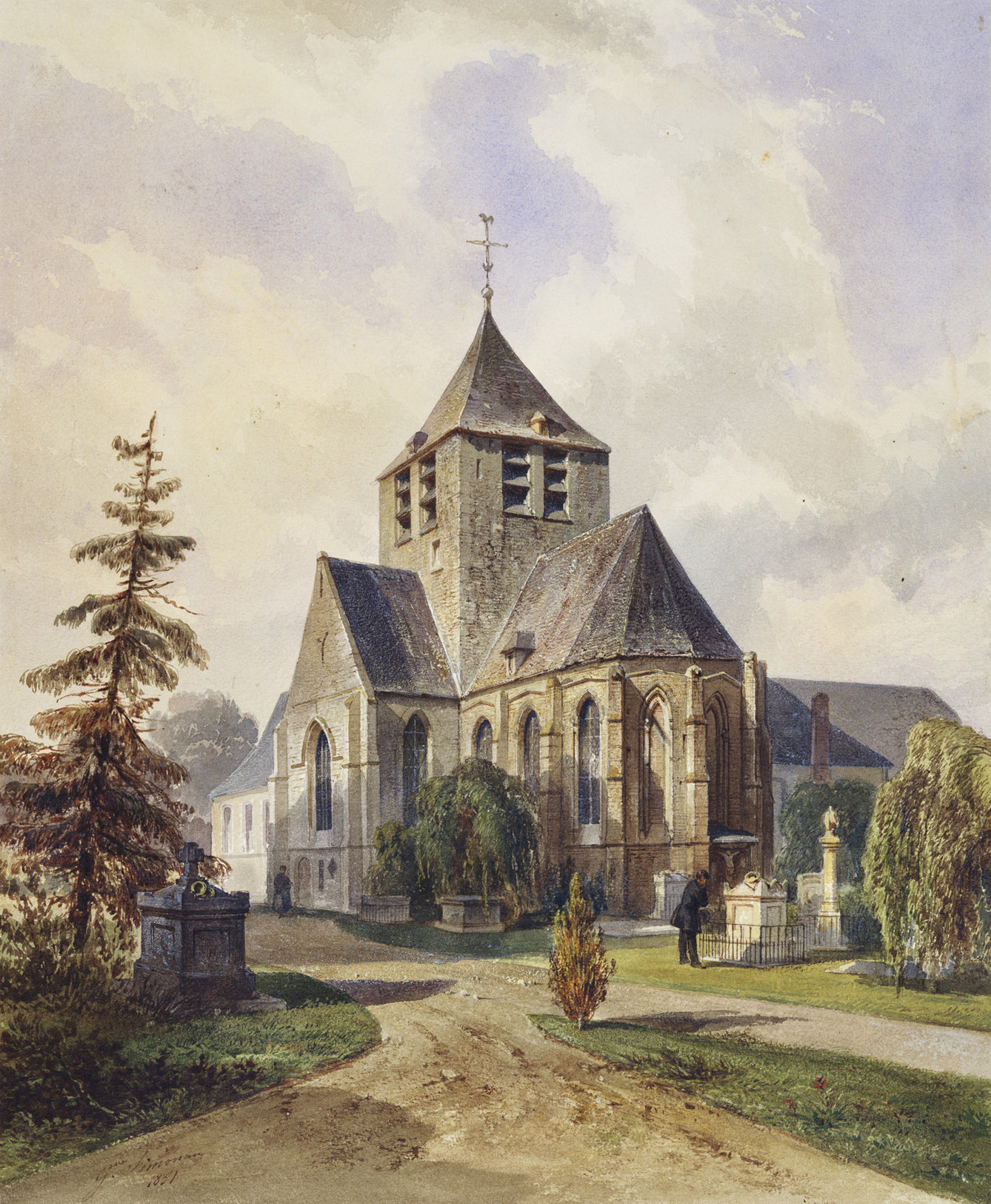
De kerk afgebeeld door Gustave Simonau in 1851

De Onze-Lieve-Vrouwekapel (Frans: Chapelle Notre-Dame of Ancienne église Notre-Dame) is het koor en enige overgebleven deel van de voormalige Onze-Lieve-Vrouwekerk van Laken in de Belgische stad Brussel in het Brussels Hoofdstedelijk Gewest. Het koor van deze voormalige kerk staat op de begraafplaats van Laken, ten noordwesten van de huidige Onze-Lieve-Vrouwekerk.
De kapel is gewijd aan Onze-Lieve-Vrouw.

## Geschiedenis
Rond 850 stond er een kleine kapel die er gebouwd was door twee zussen die hun overleden broer wilden herdenken.
In de 13e eeuw werd er een nieuw kerkgebouw op deze plaats gebouwd. Een legende met betrekking tot de bouw van de kerk vertelt over dat de arbeiders drie keer constateerden dat de muren die ze de vorige dag hadden opgetrokken waren omvergeworpen. De bewakers die aangesteld waren om te ontdekken wat de oorzaak van deze schade was, zagen de maagd Maria, vergezeld van Sint-Barbara en Sint-Catherina, uit de hemel neerdalen om de muren de vierde keer omver te werpen. Maria gaf hen de vorm en grootte aan die de nieuwe tempel moest hebben, en beval het hoofdaltaar niet richting het oosten, maar richting het zuiden te plaatsen.
Op 17 oktober 1850 werd Louise Marie van Orléans (1812-1850), de eerste koningin van België en vrouw van koning Leopold I, begraven in een gewelf in de kapel van Sint-Barbara grenzend aan de linkerarm van het transept van de Onze-Lieve-Vrouwekerk. De koning besloot vervolgens om een nieuwe kerk te bouwen (de huidige Onze-Lieve-Vrouwekerk van Laken). Die was nog niet af bij zijn overlijden in 1865, zodat hij eveneens in de Sint-Barbarakapel werd bijgezet.
Na de wijding van de nieuwe kerk in 1872, stelde de kerkfabriek in 1873 voor om een deel van het oude kerkgebouw te behouden als een kapel voor verschillende doeleinden, zoals de catechismus, en om een herinnering aan het oude heiligdom te bewaren. De afgevaardigden van de Koninklijke Commissie voor Monumenten bezochten vervolgens de kerk en stelden voor om bij behoud van het koor ook het transept (uit de 14e eeuw) en zelfs de toren behouden. Dat voorstel ging niet door en alleen het koor bleef behouden. Het werd afgesloten door een neogotische façade.